# Yunusabad
Yunusabad (en uzbeko: Yunusobod tumani, en ruso: Юнусабадский район, romanizado: Yunusabadsky rayon) es uno de los 12 distritos (tuman) de Taskent, la capital de Uzbekistán.

## Historia
El 26 de agosto de 1936, durante la zonificación de la ciudad de Taskent, se creó el distrito de Kirov, nombrado en honor a S. M. Kirov, un político y estadista soviético. En ese entonces, en el área del antiguo conjunto residencial, florecían campos colectivos y viñedos.
El terremoto de Taskent de 1966, que afectó gravemente al distrito de Kirov, impulsó la construcción del conjunto. Se necesitaba rápidamente poner en funcionamiento millones de metros cuadrados de viviendas. Se inició la construcción de nuevos y confortables microdistritos: Karakamish, Sergeli, Norest, incluyendo Yunusabad. La construcción del conjunto comenzó en 1968. En dos años se construyeron 700 mil metros cuadrados de viviendas. Se organizaron rutas de autobuses, se instaló una línea de tranvía y se crearon muchas empresas de servicios culturales y domésticos. El conjunto creció rápidamente en las décadas de los 70 y los 80.
El 8 de mayo de 1992, el distrito de Kirov fue renombrado como distrito de Yunusabad.
En los últimos años, el evento más significativo para el conjunto de Yunusabad ha sido la apertura en 2001 de la línea Yunusabad del metro de Tashkent, aunque no se completó por completo. Se extendió solo hasta la calle Shakhristanskaya (anteriormente Guardia).

## Resumen
Es un sitio con muchas escuelas, bazares, canchas de tenis y centros de videojuegos, y cuenta con un centro comercial. El distrito fue establecido en 1981 con el nombre de Kirov, en referencia al líder bolchevique ruso Sergey Kirov.
Yunusabad limita con los distritos de Olmazar, Shaykhontohur, Chilanzar, Yakkasaray, Mirobod, Hamza y Mirzo Ulugbek. También limita con la provincia de Tashkent y está cerca de la frontera uzbeka con la provincia de Kazajistán del Sur, en Kazajistán.